# Record du monde de natation dames du 50 mètres dos
Progression du record du monde de natation sportive dames pour l'épreuve du 50 mètres dos en bassin de 50 et 25 mètres.

## Bassin de50 mètres
| Temps    | Athlète            | Naissance | Âge | Nationalité        | Compétition                            | Lieu      | Date              |
| -------- | ------------------ | --------- | --- | ------------------ | -------------------------------------- | --------- | ----------------- |
| 29 s 12  | Kristin Otto       | 1966      | 22  | Allemagne de l'Est |                                        | Séoul     | 22 septembre 1988 |
| 29 s 05  | Yang Wenyi         | 1972      | 17  | Chine              |                                        | Tokyo     | 18 août 1989      |
| 29 s 00  | Sandra Völker      | 1974      | 23  | Allemagne          | Mare Nostrum                           | Monaco    | 27 mai 1997       |
| 28 s 90  | Sandra Völker      | 1974      | 25  | Allemagne          | Mare Nostrum                           | Monaco    | 12 juin 1999      |
| 28 s 78  | Sandra Völker      | 1974      | 25  | Allemagne          | Mare Nostrum                           | Monaco    | 12 juin 1999      |
| 28 s 71  | Sandra Völker      | 1974      | 25  | Allemagne          | Championnats d'Europe                  | Istanbul  | 1er août 1999     |
| 28 s 69  | Nina Zhivanevskaya | 1977      | 23  | Espagne            |                                        | Madrid    | 8 avril 2000      |
| 28 s 67  | Mai Nakamura       | 1979      | 21  | Japon              |                                        | Tokyo     | 18 avril 2000     |
| 28 s 25  | Sandra Völker      | 1974      | 26  | Allemagne          | Championnats d'Allemagne (s)           | Berlin    | 16 juin 2000      |
| 28 s 19  | Janine Pietsch     | 1982      | 23  | Allemagne          | Championnats d'Allemagne               | Berlin    | 25 mai 2005       |
| 28 s 16  | Leila Vaziri       | 1985      | 22  | États-Unis         | Championnats du monde (d)              | Melbourne | 28 mars 2007      |
| 28 s 16  | Leila Vaziri       | 1985      | 22  | États-Unis         | Championnats du monde (f)              | Melbourne | 29 mars 2007      |
| 28 s 09  | Li Yang            | 1985      | 22  | Chine              | Championnats du monde militaire        | Hyderabad | 19 octobre 2007   |
| 28 s 00  | Hayley McGregory   | 1986      | 22  | États-Unis         | All-American Long Course Championships | Austin    | 7 mars 2008       |
| 27 s 95  | Emily Seebohm      | 1992      | 16  | Australie          | Championnats d'Australie Telstra (d)   | Sydney    | 22 mars 2008      |
| 27 s 67  | Sophie Edington    | 1984      | 24  | Australie          | Championnats d'Australie Telstra (f)   | Sydney    | 23 mars 2008      |
| 27 s 67  | Zhao Jing          | 1990      | 19  | Chine              | Championnats de Chine                  | Shaoxing  | 9 avril 2009      |
| 27 s 48, | Anastasia Zueva    | 1990      | 19  | Russie             | Championnats de Russie (d)             | Moscou    | 28 avril 2009     |
| 27 s 47, | Anastasia Zueva    | 1990      | 19  | Russie             | Championnats de Russie (f)             | Moscou    | 28 avril 2009     |
| 27 s 56, | Anastasia Zueva    | 1990      | 19  | Russie             | Mare Nostrum (f)                       | Monaco    | 2009              |
| 27 s 61  | Daniela Samulski   | 1990      | 19  | Allemagne          | Championnats d'Allemagne (f)           | Berlin    | 26 juin 2009      |
| 27 s 39  | Daniela Samulski   | 1984      | 25  | Allemagne          | Championnats du monde (d)              | Rome      | 29 juillet 2009   |
| 27 s 38  | Anastasia Zueva    | 1990      | 19  | Russie             | Championnats du monde (d)              | Rome      | 29 juillet 2009   |
| 27 s 06  | Zhao Jing          | 1990      | 18  | Chine              | Championnats du monde (f)              | Rome      | 30 juillet 2009   |
| 26 s 98  | Liu Xiang          | 1996      | 21  | Chine              | Jeux asiatiques (f)                    | Jakarta   | 21 août 2018      |
| 26 s 86  | Kaylee McKeown     | 2001      | 22  | Australie          | Coupe du monde de natation FINA (f)    | Budapest  | 20 octobre 2023   |

## Bassin de25 mètres
| Temps   | Athlète          | Naissance | Âge | Nationalité | Compétition                                            | Lieu               | Date                              |
| ------- | ---------------- | --------- | --- | ----------- | ------------------------------------------------------ | ------------------ | --------------------------------- |
| 28 s 33 | Sandra Völker    | 1974      |     | Allemagne   |                                                        | Sheffield          | 16 février 1993                   |
| 28 s 26 | Sandra Völker    | 1974      |     | Allemagne   | Championnats d'Europe de sprint de natation 1993       | Gateshead          | 13 novembre 1993                  |
| 27 s 93 | Angel Martino    | 1967      |     | États-Unis  |                                                        | Sabadell           | 28 décembre 1993                  |
| 27 s 64 | Xiuyu Bai        | 1975      |     | Chine       |                                                        | Gênes              | 12 mars 1994                      |
| 27 s 62 | Xiuyu Bai        | 1975      |     | Chine       |                                                        | Malmö              | 15 mars 1994                      |
| 27 s 27 | Sandra Völker    | 1974      | 24  | Allemagne   | Championnats d'Europe (f)                              | Sheffield          | 13 décembre 1998                  |
| 27 s 25 | Haley Cope       | 1979      | 20  | États-Unis  | Championnats NCAA (r)                                  | Indianapolis       | 17 mars 2000                      |
| 26 s 83 | Li Hui           | 1985      | 16  | Chine       | Coupe du monde (f)                                     | Shanghai           | 2 décembre 2001                   |
| 26 s 50 | Sanja Jovanović  | 1986      | 21  | Croatie     | Championnats d'Europe (f)                              | Debrecen           | 15 décembre 2007                  |
| 26 s 37 | Sanja Jovanović  | 1986      | 22  | Croatie     | Championnats du monde (f)                              | Manchester         | 13 avril 2008                     |
| 26 s 23 | Sanja Jovanović  | 1986      | 22  | Croatie     | Championnats d'Europe (f)                              | Rijeka             | 13 décembre 2008                  |
| 26 s 17 | Marieke Guehrer  | 1986      | 23  | Australie   | Coupe du monde (f)                                     | Moscou             | 6 novembre 2009                   |
| 26 s 08 | Zhao Jing        | 1990      | 19  | Chine       | Coupe du monde (s)                                     | Stockholm          | 10 novembre 2009                  |
| 25 s 82 | Zhao Jing        | 1990      | 19  | Chine       | Coupe du monde (f)                                     | Stockholm          | 10 novembre 2009                  |
| 25 s 70 | Sanja Jovanović  | 1986      | 23  | Croatie     | Championnats d'Europe (f)                              | Istanbul           | 12 décembre 2009                  |
| 25 s 67 | Etiene Medeiros  | 1991      | 23  | Brésil      | Championnats du monde (f)                              | Doha               | 7 décembre 2014                   |
| 25 s 60 | Kira Toussaint   | 1994      | 26  | Pays-Bas    | International Swimming League Amsterdam Christmas Meet | Budapest Amsterdam | 14 novembre 2020 18 décembre 2020 |
| 25 s 27 | Margaret MacNeil | 2000      | 21  | Canada      | Championnats du monde (f)                              | Abou Dabi          | 20 décembre 2021                  |
| 25 s 25 | Margaret MacNeil | 2000      | 22  | Canada      | Championnats du monde (f)                              | Melbourne          | 16 décembre 2022                  |